# Revda, Sverdlovsk oblast
Revda (ryska Ревда́) är en stad i Sverdlovsk oblast i Ryssland, och är belägen strax söder om Pervouralsk. Folkmängden uppgår till cirka 62 000 invånare.
Gränsen mellan Europa och Asien löper genom Revda.

## Historia
Orten grundades 1734 och fick stadsrättigheter 1935.